# Køkkenmødding am Norsminde Fjord

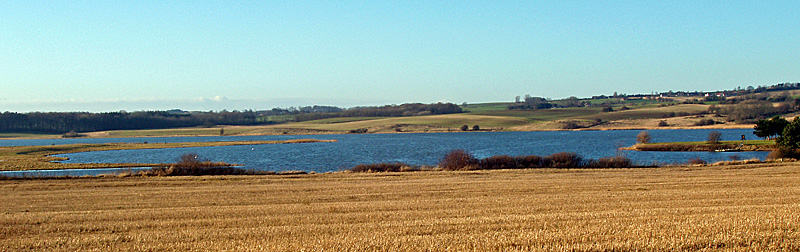
Norsminde Fjord

Der Køkkenmødding am Norsminde Fjord liegt am kaum 3,0 km langen und 500 m breiten Norsminde Fjord; etwa 20,0 km südlich von Århus, in Jütland in Dänemark.
Der Norsminde Fjord war früher fast doppelt so groß wie heute, aber um 1830 wurde sein südlicher Teil, der Kysing Fjord entwässert und kultiviert.
Die während der archäologischen Ausgrabungen in den Jahren 1972 und 1988 gemachten Erkenntnisse haben Licht auf den Übergang von der mittleren zur jüngeren Steinzeit erbracht. Der zweischichtig aufgebaute Muschelhaufen ist bis zu einem Meter hoch. Die untere Schicht enthält hauptsächlich Austernschalen, die vom Ende der mesolithischen Ertebølle-Kultur stammen. Die obere Schicht besteht hauptsächlich aus Herzmuschelschalen und stammt vom Beginn der Jungsteinzeit. Die verschiedenen Muschelarten deutet darauf hin, dass die Menschen hier während der kulturellen  Umbruchphase um das Jahr 3900 v. Chr. lebten, als die eingesessenen Jäger und Sammler von den hinzugekommenen Ackerbauern der  Trichterbecherkultur (TBK)  verdrängt wurden.

Norsminde Fjord
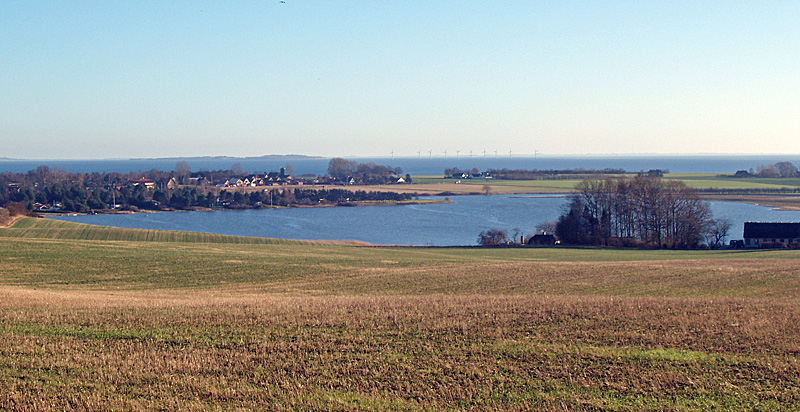
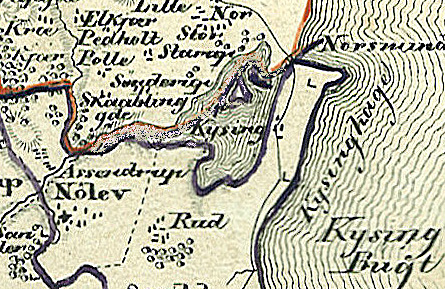
Karte des Fjords vor 1830
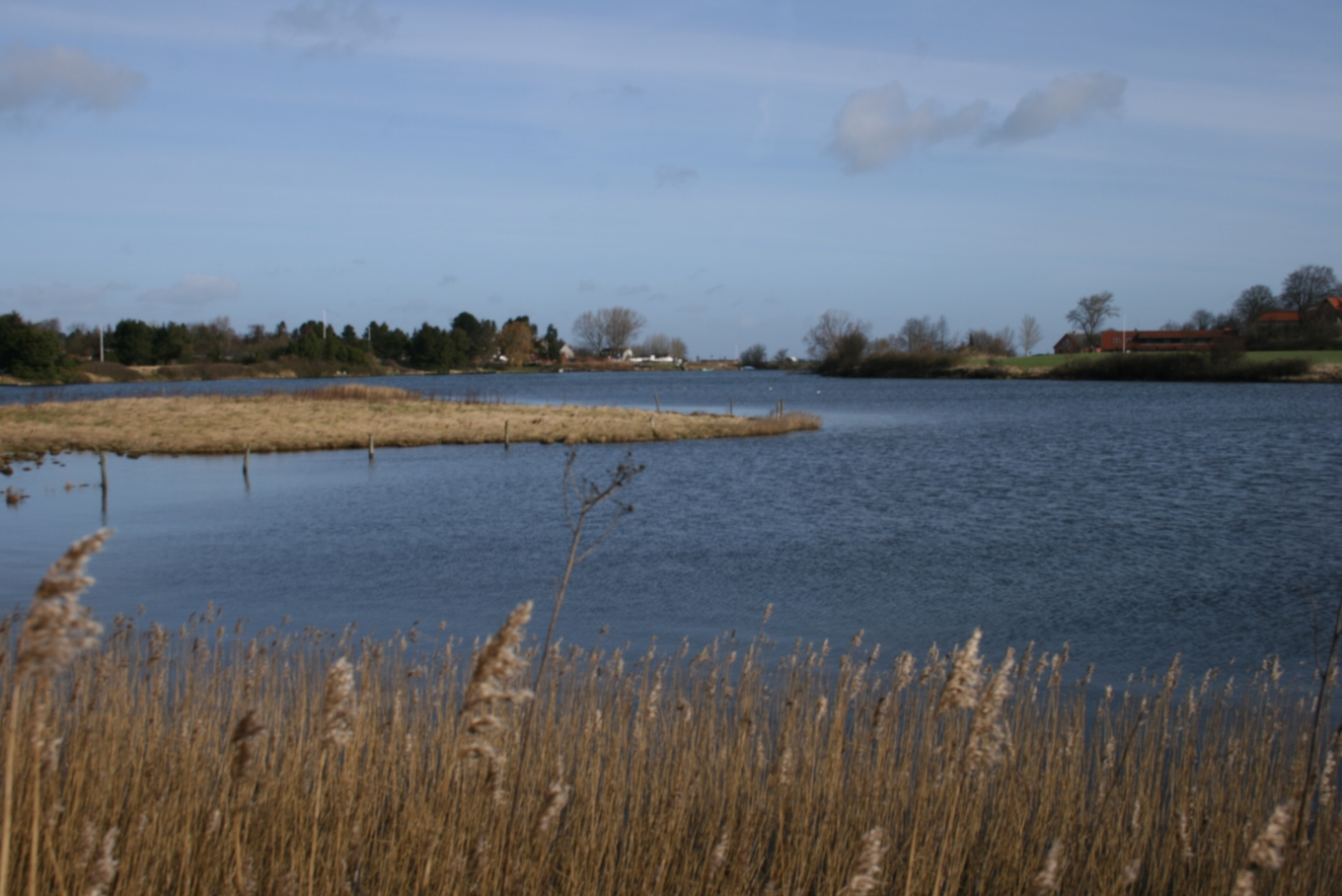